# Lado oscuro (canción)
Lado oscuro es una canción interpretada por la cantante mexicana de rock Alejandra Guzmán, lanzada por la discográfica Universal Music Latino el 5 de febrero de 2021 a plataformas digitales, de igual manera acompañado de un vídeo musical lanzado a YouTube el mismo día de lanzamiento.

## Tracklist

### Descarga digital

#### Lado Oscuro - Single[6]
- Lado Oscuro - 3:02